# 加告兹人民议会

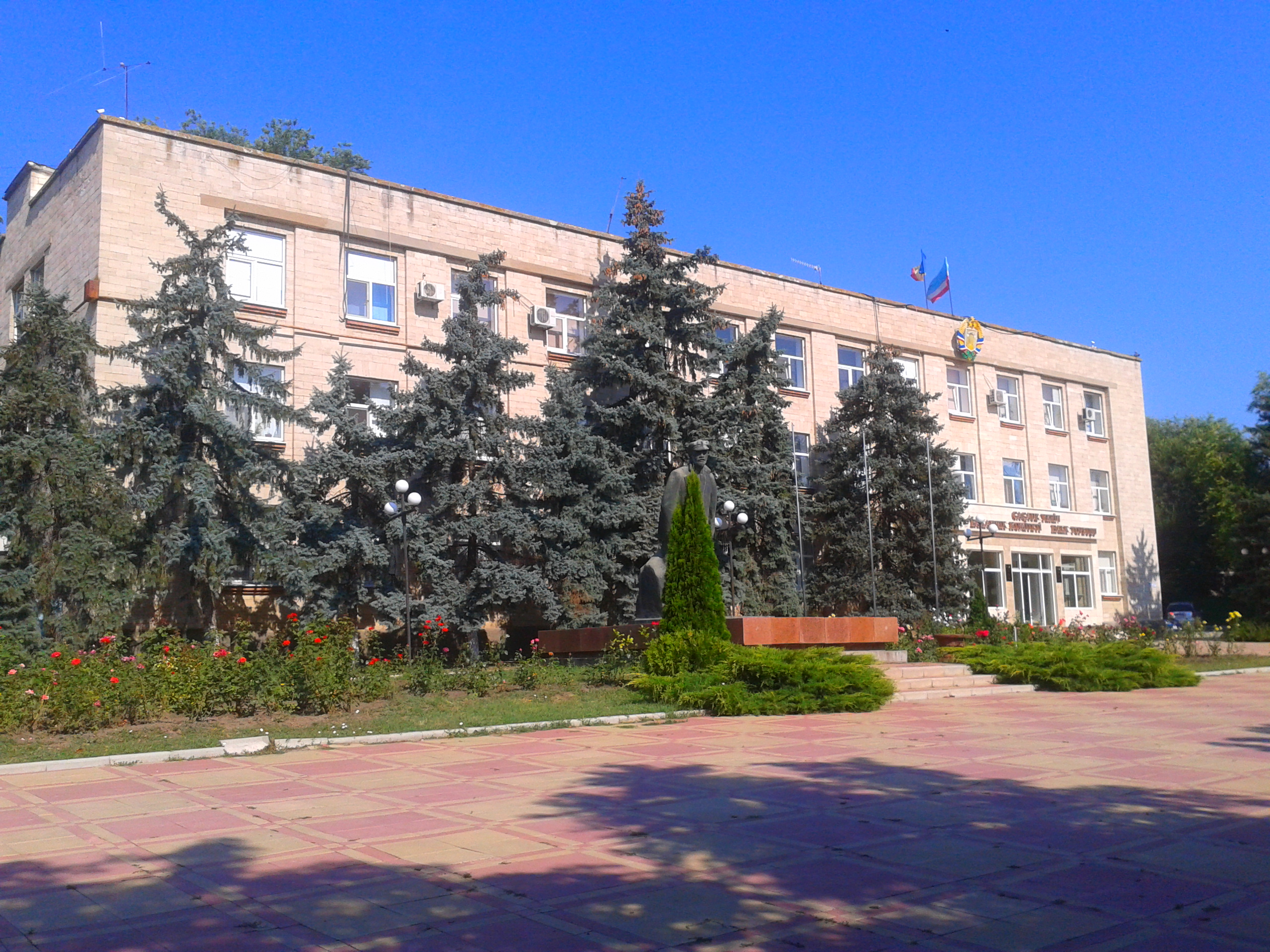
加告兹人民议会

加告兹人民议会（加告兹语：Gagauziyanin Halk Topluşu）是摩尔多瓦加告兹自治领土单位的立法机关，成立于1995年，设于科姆拉特。议会实行一院制。议会有35名议员，由直接选举产生。每届议会任期5年。现任议会主席是Dmitri Constantinov。